# Paolo Animuccia
Paolo Animuccia (Firenze, Fine del XV secolo o inizio del XVI secolo – ottobre 1569) è stato un musicista e compositore italiano.
Fratello di Giovanni Animuccia, fu maestro di cappella alla Cappella musicale Pia Lateranense della Basilica di San Giovanni in Laterano a Roma dal 1550 al 1552, dopodiché fu musicista di corte ad Urbino. Fu apprezzato autore di madrigali.